# India International 2007
Die India International 2007 im Badminton fanden vom 1. bis zum 5. Dezember 2007 statt.

## Sieger und Platzierte
| Disziplin    | Gold                          | Silber                           | Bronze                                            |
| ------------ | ----------------------------- | -------------------------------- | ------------------------------------------------- |
| Herreneinzel | Chong Wei Feng                | Chetan Anand                     | Utsav Mishra                                      |
| Herreneinzel | Chong Wei Feng                | Chetan Anand                     | Kashyap Parupalli                                 |
| Dameneinzel  | Kanako Yonekura               | Saina Nehwal                     | Aditi Mutatkar                                    |
| Dameneinzel  | Kanako Yonekura               | Saina Nehwal                     | Trupti Murgunde                                   |
| Herrendoppel | Chang Hun Pin Chan Peng Soon  | James Jayan T. Dinesh            | Akshay Dewalkar Valiyaveetil Diju                 |
| Herrendoppel | Chang Hun Pin Chan Peng Soon  | James Jayan T. Dinesh            | Diluka Karunaratne Dinuka Karunaratne             |
| Damendoppel  | Jwala Gutta Shruti Kurien     | Aparna Balan Jyotshna Polavarapu | Sara Khan Uzma Butt                               |
| Damendoppel  | Jwala Gutta Shruti Kurien     | Aparna Balan Jyotshna Polavarapu | Ruth Misha Padhye Soumya                          |
| Mixed        | Valiyaveetil Diju Jwala Gutta | Rupesh Kumar Aparna Balan        | Diluka Karunaratne Renu Chandrika Hettiarachchige |
| Mixed        | Valiyaveetil Diju Jwala Gutta | Rupesh Kumar Aparna Balan        | Hazarika Anushuman Rimi Hazarika                  |